# Deutscher Hörbuchpreis

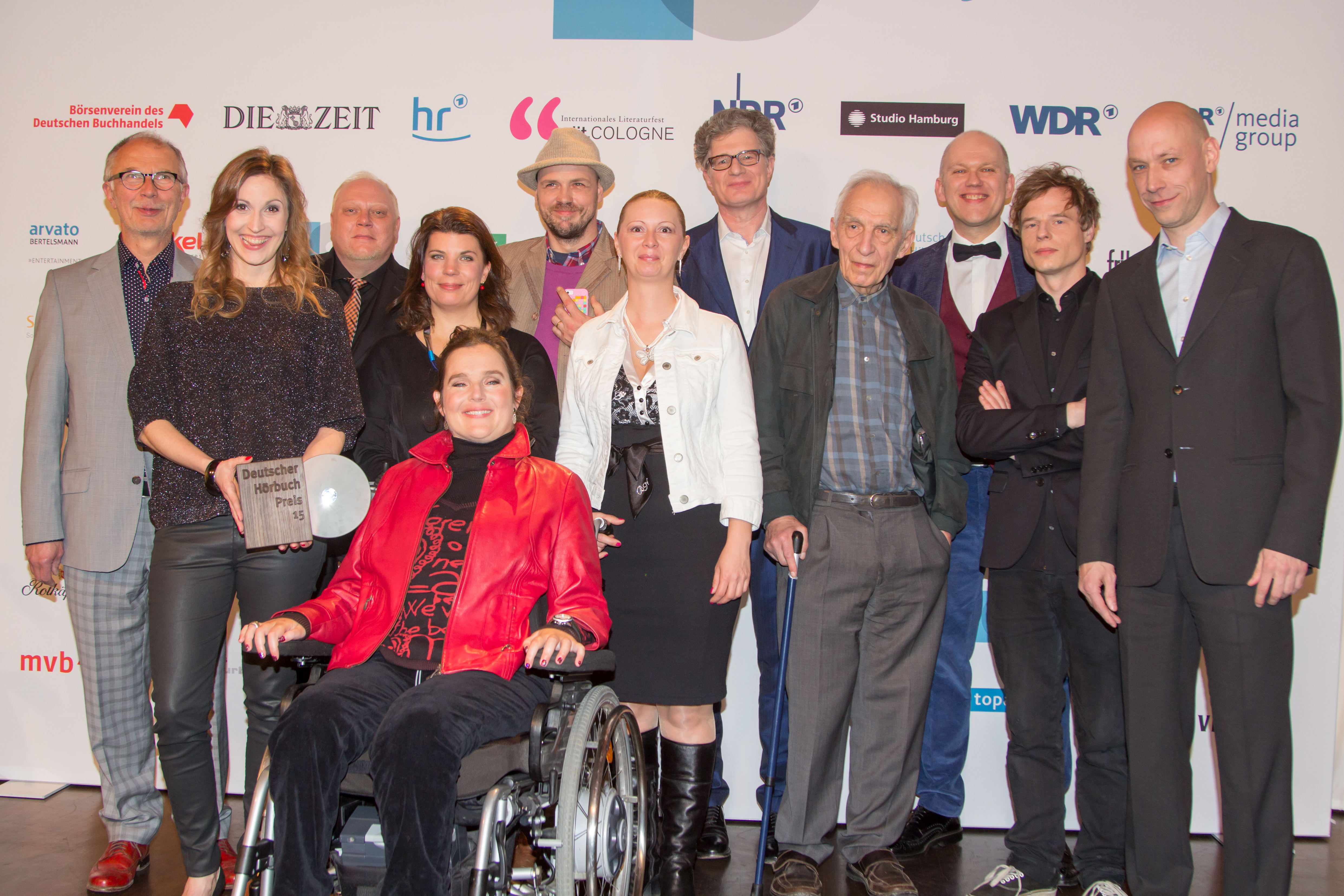
Preisträger beim Deutschen Hörbuchpreis 2015

Der Deutsche Hörbuchpreis wird seit 2003 jährlich im Rahmen des Literaturfestivals lit.Cologne in Köln in sieben Kategorien an Bearbeiter, Regisseure und Sprecher der besten Hörbücher des Vorjahres verliehen. Es handelt sich um die Kategorien Beste Interpretin, Bester Interpret, Bestes Hörspiel, Bestes Kinder-/Jugendhörbuch, Beste Unterhaltung, Bester Podcast und die undotierte Kategorie Das besondere Hörbuch. Verliehen wird der Preis seit 2006 durch den Verein „Deutscher Hörbuchpreis e. V.“ von einer unabhängigen Jury. Bis auf die Kategorie des Besonderen Hörbuchs ist jede Kategorie mit 3.333 Euro dotiert.
Der Deutsche Hörbuchpreis ist zusammen mit den Hörbüchern des Jahres der hr2-Hörbuchbestenliste eine unabhängige Orientierungshilfe für Hörbuchliebhaber. Er wurde vom Westdeutschen Rundfunk und seiner Tochtergesellschaft, der WDR mediagroup GmbH, mit dem Ziel ins Leben gerufen, „ein Qualitätssiegel für das Hörbuch zu schaffen.“
Beim Deutschen Hörbuchpreis 2012 wurde anlässlich der zehnten Vergabe erstmals ein Sonderpreis für herausragende Leistungen im Hörbuchgenre vergeben.
Seit 2021 gibt es die Preisverleihung ebenso im Format einer Live-Radiosendung auf WDR 5.

## Best of all
- 2003: Isaak Babel: Die Reiterarmee. Den Preis erhielt der Bearbeiter und Regisseur Joachim Staritz. Unter der Bezeichnung „Bestes Hörbuch“
- 2004: Flann O’Brien: Auf Schwimmen-zwei-Vögel. Kein & Aber Records, Zürich, gelesen von Harry Rowohlt
- 2005:
  - Peter Märthesheimer: Krupp oder Die Erfindung des bürgerlichen Zeitalters. Der Audioverlag, Berlin, Sprecher: Udo Schenk, Ulrich Noethen u. a., Regie: Norbert Schaeffer, Produktion: Westdeutscher Rundfunk
  - Robert Musil: Der Mann ohne Eigenschaften, Remix. Der Hörverlag, München, Konzeption und Manuskript: Katarina Agathos und Herbert Kapfer, Regie: Klaus Buhlert, Sprecher: Manfred Zapatka, Ulrich Matthes, Susanne Wolf u. a., Produktion: Bayerischer Rundfunk in Zusammenarbeit m. d. Robert-Musil-Institut, Klagenfurt
- 2006: Dylan Thomas: Unter dem Milchwald. Der Hörverlag, München, Hörspielbearbeitung und Regie: Götz Fritsch, Sprecher: Harry Rowohlt, Boris Aljinovic, Hilmar Thate, Irm Hermann, Ursula Karusseit, Ulrike Krumbiegel, Winfried Glatzeder, Fritz Lichtenhahn, Gerd Baltus u. a., Musik: Peter Kaizar, Produktion: Mitteldeutscher Rundfunk 2003

## Bestes Hörspiel
- 2013 James Joyce: Ulysses. Der Hörverlag / SWR, DLF
- 2014: Orphée Mécanique. Komponist: Felix Kubin, Produzent: BR Hörspiel und Medienkunst. Als Podcast/Download im BR Hörspiel Pool.[3]
- 2015: Helgard Haug, Daniel Wetzel (Rimini Protokoll): Qualitätskontrolle oder warum ich die Räuspertaste nicht drücken werde. WDR / Hörspielpark
- 2016: Jewgenij Samjatin: Wir. Sprecher: Andreas Pietschmann, Jana Schulz, Patrycia Ziółkowska, Hanns Zischler, Hedi Kriegeskotte, Wilfried Hochholdinger; Musik: Raphael D. Thöne / Radio-Sinfonieorchester Stuttgart des SWR; Übersetzerin: Gisela Drohla; Bearbeiter: Ben Neumann; Der Audio Verlag / SWR
- 2017: Frank Witzel: Die Erfindung der Roten Armee Fraktion durch einen manisch-depressiven Teenager im Sommer 1969. Sprecher: Edmund Telgenkämper, Jonas Nay, Valerie Tschplanowa, Shenja Lacher, Christiane Roßbach, Peter Fricke, Oliver Nägele, Götz Schulte. Musik: Frank Witzel, Hörspielbearbeitung: Frank Witzel/Leonhard Koppelmann. Regie: Leonhard Koppelmann. BR Hörspiel und Medienkunst 2016. Als Podcast/Download im BR Hörspiel Pool.[4]
- 2018: Paul Plamper: Dienstbare Geister. Hoerspielpark / WDR, BR, DLF Kultur, MDR, Ruhrtriennale 2017
- 2019: Judith Lorentz: Unterleuten, nach dem Roman von Juli Zeh. Der Hörverlag.
- 2020: Annie Ernaux: Die Jahre. Regie: Luise Voigt, Komposition: Björn SC Deigner. Der Audio Verlag / hr
- 2021: Thomas Pynchon: Die Enden der Parabel. Bearbeitung, Regie, Komposition: Klaus Buhlert. Hörbuch Hamburg / SWR2, DLF
- 2022: John Steinbeck: Jenseits von Eden, Regisseurin Christiane Ohaus und Komponistin Stephanie Nilles, NDR/Der Hörverlag
- 2023: Françoise Sagan: Bonjour tristesse. Übersetzung: Rainer Moritz; Bearbeitung und Regie: Ulrich Lampen; Musik: Jörg Achim Keller mit der Hr-Bigband, Der Audio Verlag/Hessischer Rundfunk
- 2024: Nick Cave und Kai Grehn: The Sick Bag Song - Das Spucktütenlied. Ein langes Liebeslied in Zeitlupe. Zweitausendeins / Major Label / Radio Bremen / BR, SWR
- 2025: Florian Fischer: Dschinns, nach dem Roman von Fatma Aydemir. NDR.

## Beste Interpretin
- 2007: Monica Bleibtreu für: Andrea Maria Schenkel: Tannöd. Hörbuch Hamburg
- 2008: Anna Thalbach für: Janet Fitch: Paint it Black. Lübbe Audio, Bergisch Gladbach, Redaktion: Thomas Krüger
- 2009: Irm Hermann für: Werner Fritsch: Enigma Emmy Göring. Regie: Werner Fritsch, Musik: Mark Polscher, Produktion: SWR
- 2010: Maria Schrader für: Andrew Sean Greer: Geschichte einer Ehe. Random House Audio, Köln, Regie: Sabine Buss
- 2011: Laura Maire für: Janne Teller: Nichts. Was im Leben wichtig ist. Silberfisch, Hamburg, Regie: Thomas Krüger
- 2012: Doris Wolters für: Zsuzsa Bánk: Die hellen Tage. Audiobuch
- 2013: Dagmar Manzel für: Christa Wolf: August. Der Audio Verlag
- 2014: Laura Maire für: Elisabeth Herrmann: Schattengrund. der Hörverlag, München
- 2015: Maria Koschny für: Clare Furniss: Das Jahr, nachdem die Welt stehen blieb. Oetinger Audio, Hamburg, Übersetzung von Andrea O’Brien
- 2016: Sophie Rois für: Alina Bronsky: Baba Dunjas letzte Liebe. tacheles! / ROOF Music[5]
- 2017: Bibiana Beglau für: Thea Dorn: Die Unglückseligen
- 2018: Valery Tscheplanowa für: Paulus Hochgatterer: Der Tag, an dem mein Großvater ein Held war
- 2019: Eva Meckbach für: Annette Hess: Deutsches Haus
- 2020: Camilla Renschke für: Irmgard Keun: Gilgi – eine von uns
- 2021: Elisabeth Schwarz für: Yasmina Reza: Anne-Marie die Schönheit
- 2022: Martina Gedeck für: Nastjas Tränen von Natascha Wodin, Argon Verlag
- 2023: Nina Hoss für: Dörte Hansen: Zur See. Random House Audio
- 2024: Maren Kroymann für: Annie Ernaux: Das andere Mädchen; Der Audio Verlag; Übersetzung: Sonja Finck
- 2025: Maria Wördemann für: Fien Veldman: Xerox; speak low

## Bester Interpret

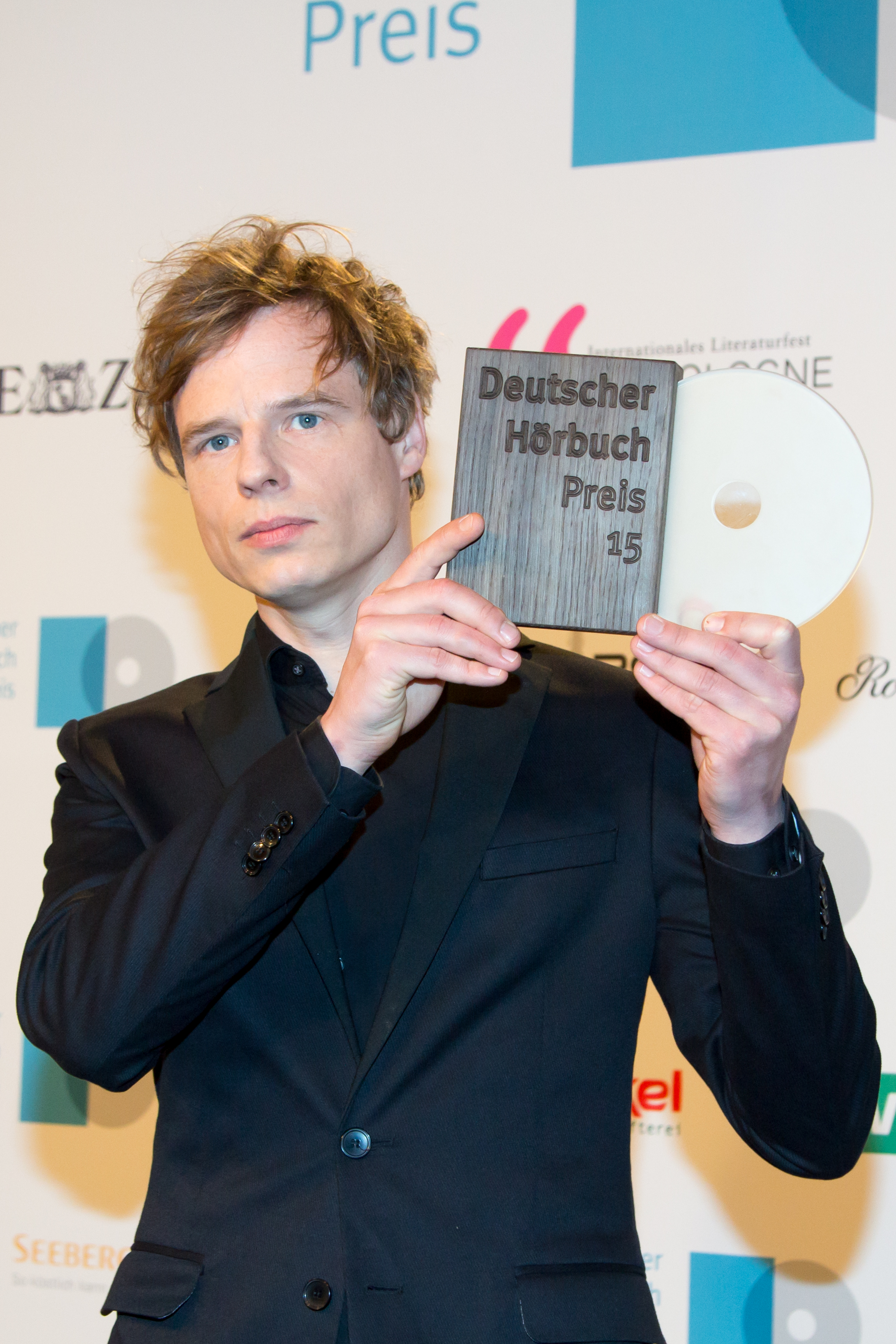
Jörg Pohl mit dem Deutschen Hörbuchpreis 2015

- 2007: Volker Lechtenbrink für: Manfred Gregor: Die Brücke. Hörkultur Medien AG, Dänikon (CH)
- 2008: Peter Simonischek für: Leo Perutz: Der Meister des Jüngsten Tages. Hörbuch Hamburg, Regie: Jochen Nix, Produktion: hr2-Kultur
- 2009: Manfred Zapatka für: Ilias. Neufassung von: Raoul Schrott, Regie: Klaus Buhlert, Produktion: hr2, Deutschlandfunk
- 2010: Andreas Fröhlich für: Erlend Loe: Doppler. Produktion: Lauscherlounge, Berlin
- 2011: Burghart Klaußner für: Ferdinand von Schirach: Schuld. OSTERWOLDaudio, Hamburg, Regie: Margrit Osterwold
- 2012: Sven Regener für: Sven Regener: Meine Jahre mit Hamburg-Heiner. tacheles!/ROOF Music
- 2013: Gustav Peter Wöhler für: Sibylle Berg: Vielen Dank für das Leben. Hörbuch Hamburg
- 2014: Frank Arnold für: Ursula Krechel: Landgericht. Audiobuch Verlag, Freiburg
- 2015: Frederick Lau für: Verena Güntner: Es bringen
- 2016: Lars Eidinger für: David Foster Wallace: Der Planet Trillaphon im Verhältnis zur Üblen Sache. tacheles! / ROOF Music, Übersetzer: Ulrich Bumenbach
- 2017: Ulrich Noethen für: Friedrich Ani: Nackter Mann
- 2018: Andreas Fröhlich für: Walter Moers: Prinzessin Insomnia & der alptraumfarbene Nachtmahr
- 2019: Gert Heidenreich für: Kazuo Ishiguro: Was vom Tage übrigblieb
- 2020:Christian Berkel für: Michel Houellebecq: Serotonin
- 2021: Alexander Fehling für: Primo Levi: Ist das ein Mensch?
- 2022: Edgar Selge für: Edgar Selge: Hast du uns endlich gefunden. Argon Verlag
- 2023: Max von Pufendorf für: Jon Fosse: Ich ist ein anderer – Heptalogie III–V. Hörkultur Verlag
- 2024: Cornelius Obonoya für: Raphaela Edelbauer: Die Inkommensurablen

## Bestes Kinder-/Jugendhörbuch
- 2005: Hermann Schulz: Wenn dich ein Löwe nach der Uhrzeit fragt. Hörcompany, Hamburg, gelesen von Tristan Rehrl, Regie: Justyna Buddeberg-Mosz, Musik: Shikamoo Jazz aus »Chela Chela Vol.1«, Produktion: Bayerischer Rundfunk
- 2006: Uri Orlev: Lauf, Junge, lauf Beltz & Gelberg, Weinheim, Sprecher: Ulrich Pleitgen, Regie: Sven Stricker
- 2007: Burkhard Spinnen: Belgische Riesen. Patmos Verlag, Sprecher: Boris Aljinovic, Regie: Felix Partenzi
- 2008: John Marsden: Liebe Tracey, liebe Mandy. Beltz & Gelberg, Weinheim, Sprecher: Anna Thalbach, Anna Carlsson, Regie: Georg Gess
- 2009: Louis Pergaud: Der Krieg der Knöpfe. Hörspielbearbeitung und Regie: Judith Lorentz, Musik: Henrik Albrecht, Produktion: SWR, DLR Kultur, HR, MDR, NDR, WDR
- 2010: Sally Nicholls: Wie man unsterblich wird. Sprecher: Kai Hogenacker, Patrick Mölleken, u. v. a., Regie: Angeli Backhausen, Produktion: WDR, Igel Records
- 2011: Bibi Dumon Tak: Kuckuck, Krake, Kakerlake. Oetinger Media, Hamburg, Regie: Markus Langer, Cornelia Weber
- 2012: Marjaleena Lembcke: Die Füchse von Andorra. Der Audio Verlag, Regie: Annette Kurth, Produktion: WDR/SWR
- 2013: Robert Paul Weston: Zorgamazoo. Silberfisch im Hörbuch Hamburg Verlag, Übersetzung von Uwe-Michael Gutzschhahn
- 2015: Jörg Pohl: Der Junge, der mit den Piranhas schwamm. Hörcompany, David Almond / Alexandra Ernst (Übersetzung aus dem Englischen)
- 2016: Michael Ende: Die unendliche Geschichte. Das Hörspiel. Sprecher: Anna Thalbach, Hans Kremer, Sebastian Rudolph, Mechthild Großmann, Cathlen Gawlich; Silberfisch im Hörbuch Hamburg Verlag / WDR
- 2017: Ute Krause: Im Labyrinth der Lügen. Sprecher: Stefan Kaminski; cbj audio.
- 2018: Verena Reinhardt: Die furchtlose Nelli, die tollkühne Trude und der geheimnisvolle Nachtflieger. Sprecherin: Franziska Hartmann; Hörcompany
- 2019: Stefan Kaminski: Kannawoniwasein! Manchmal muss man einfach verduften. Silberfisch.
- 2020: Nicola Skinner: Agatha Merkwürdens Racheblumen. HarperCollins bei Lübbe Audio.
- 2021: Onjali Raúf: Der Junge aus der letzten Reihe. Hörcompany.
- 2022: Stefan Kaminski: Lesung von Julia Bleskens Mission Kolomoro oder: Opa in der Plastiktüte. Oetinger audio
- 2023: Tania Messner: Sansaria. Träume der Finsternis. Oetinger audio
- 2024: Oliver Scherz: Sieben Tage Mo Hörbuch Hamburg / Silberfisch

## Beste Unterhaltung
- 2003: Ulrich Matthes für: Vladimir Nabokov: Pnin.
- 2004: Peter Urban für: Daniil Charms: Fälle. Kein & Aber Records
- 2005: Arnold Marquis, Hans Peter Hallwachs, Christian Brückner für: Raymond Chandler: Gefahr ist ihr Geschäft. Bearbeitung und Regie: Hermann Naber, Produktion: HR, NDR, WDR und SWR; Der Audioverlag
- 2006: Bodo Primus für: Edgar Hilsenrath: Der Nazi & der Friseur. Produktion: Saarländischer Rundfunk 1991, Random House Audio
- 2013: Marc-Uwe Kling: Die Känguru-Chroniken. Live und ungekürzt. Hörbuch Hamburg
- 2015: Wolf Haas für. Wolf Haas: Brennerova. Hoffmann und Campe Verlag
- 2016: Philipp Moog für: Mario Giordano: Tante Poldi und die sizilianischen Löwen. Lübbe Audio
- 2017: Joachim Meyerhoff für: Joachim Meyerhoff: Ach diese Lücke, diese entsetzliche Lücke
- 2018: Takis Würger: Der Club. headroom Verlag
- 2019: Christoph Maria Herbst für: Timur Vermes: Die Hungrigen und die Satten. Lübbe Audio
- 2020: Matthias Matschke für: Karsten Dusse: Achtsam morden. Random House Audio.[6]
- 2021: Thomas Hürlimann für: Einsiedeln. Thomas Hürlimann erzählt seine Kindheit und Jugend im Kloster. Konzeption/Regie: Joachim Leser, Klaus Sander. Supposé
- 2022: Charly Hübner für: Charly Hübner über Motörhead oder Warum ich James Last dankbar sein sollte (Tacheles! / ROOF Music)
- 2023: Luise Helm für: Bonnie Garmus: Eine Frage der Chemie. Übersetzung: Ulrike Wasel und Klaus Timmermann, Hörbuch Hamburg/Osterwoldaudio
- 2024: Adriana Altaras: Besser allein als in schlechter Gesellschaft. Meine eigensinnige Tante. Argon Verlag

## Beste Fiktion
- 2007: Antonio Tabucchi: Lissabonner Requiem. Eine Halluzination. Sprechtheater Zürich, Sprecher und Regie: Ueli Jäggi
- 2008: Günter Eich: Träume. Regie: Alexander Schuhmacher, Simona Ryser, Beate Andres, Bernadette Sonnenbichler, Sven Stricker, Sprecher: Barbara Auer, Traugott Buhre, Leslie Malton, Felix von Manteuffel, Udo Wachtveitl, Andreas Fröhlich u. v. a., Musik: Hans Schüttler, Marcio Doctor, Produktion: Norddeutscher Rundfunk, 2006
- 2009: Sven Regener: Herr Lehmann. Der Hörverlag, München, Regie: Sven Stricker
- 2010: Alexander Kluge: Chronik der Gefühle. Antje Kunstmann Verlag, München, Regie: Karl Bruckmaier, Produktion: BR
- 2011: Isabel Allende: Das Geisterhaus. Der Hörverlag, München, Regie: Walter Adler, Produktion: SWR, hr2-Kultur
- 2012: Paul Plamper: Ruhe 1. Hoerspielpark, Produktion: WDR/Museum Ludwig

## Bestes Sachhörbuch
- 2013: Jean-Henri Fabre: Der Heilige Pillendreher. Ein elektroakustisches Hörbuch. BUCHFUNK
- 2014: Maximilian Schönherr: Fallbeil für Gänseblümchen. Der Spionageprozess gegen Elli Barczatis und Karl Laurenz im Originalton. Regisseur: Nikolai von Koslowski, Verlag: Christoph Merian Verlag, Produzent: Westdeutscher Rundfunk
- 2015: Roger Willemsen: Das Hohe Haus. Ein Jahr im Parlament.
- 2016: Neil MacGregor: Deutschland. Erinnerungen einer Nation. Sprecher: Burghart Klaußner, Regisseur: Burkhard Schmid, Übersetzer: Klaus Binder, der Hörverlag / hr.
- 2017: Hans Sarkowicz: Geheime Sender, Großfeature.
- 2018: David Johst / Fritz Bauer Institut (Hrsg.): Fritz Bauer. Sein Leben, sein Denken, sein Wirken. Der Audio Verlag
- 2019: Sabeeka Gangjee-Well / Hans Well: Rotes Bayern – Es lebe der Freistaat!
- 2020: Mark Forsyth: Eine kurze Geschichte der Trunkenheit. Schall & Wahn.

## Beste Information
- 2003: Ryszard Kapuściński: König der Könige. Den Preis erhielten die Bearbeiterin Gabriele Neumann und der Regisseur Hans Drawe.
- 2004: Ursula Voss: Versuchen wir das Unmögliche – Erinnerungen an Che Guevara. Der Audioverlag, Berlin, gelesen von Thomas Thieme, Hans Schulze, Christian Berkel u. a.
- 2005: Dorothee Mayer-Kahrweg: Chronik des Jahrhunderts 1900–2000. Der Hörverlag, München, Sprecher der Zwischentexte: Birgitta Assheuer und Peter Heusch, Produktion: Hessischer Rundfunk, Original-Tondokumente des Deutschen Rundfunkarchivs und der ARD
- 2006: Jochanan Shelliem: Weinen Sie nicht, die gehen nur baden! Der Audioverlag, Berlin, Sprecher: Gerd Wameling, Matthias Haase, Donata Höffer u. a., Produktion: Südwestrundfunk 2004
- 2007: Volker Kühn: Hitler und die Künstler – Mit den Wölfen geheult. duo-phon records, Sprecher: Judy Winter, Dietmar Schönherr
- 2008: Michael Stegemann: The Glenn Gould Trilogy – Ein Leben. Sony BMG, Berlin, Sprecher: Gerd Wameling, Imogen Kogge, Angelika Bartsch, Reinhart Firchow, Matthias Koeberlin, Götz Schulte, Regie/Text: Michael Stegemann, Produktion: WDR 3, Sony Classical/Sony BMG Music Entertainment, 2007
- 2009: Maximilian Schönherr: Die Stammheim-Bänder. Regie: Nikolai von Koslowski, Produktion: WDR
- 2010: Thomas Bernhard, Siegfried Unseld – »Briefwechsel«. Der Hörverlag, München, Regie: Götz Fritsch, Produktion: hr2-Kultur
- 2011: Nelly Sachs I Schriftstellerin I Berlin/Stockholm. speak low, Berlin, Regie: Vera Teichmann, Harald Krewer, Produktion: Deutschlandfunk, Deutschlandradio Kultur
- 2012: Müller MP3. Tondokumente 1972–1995. Alexander Verlag, Berlin, Hrsg.: Kristin Schulz

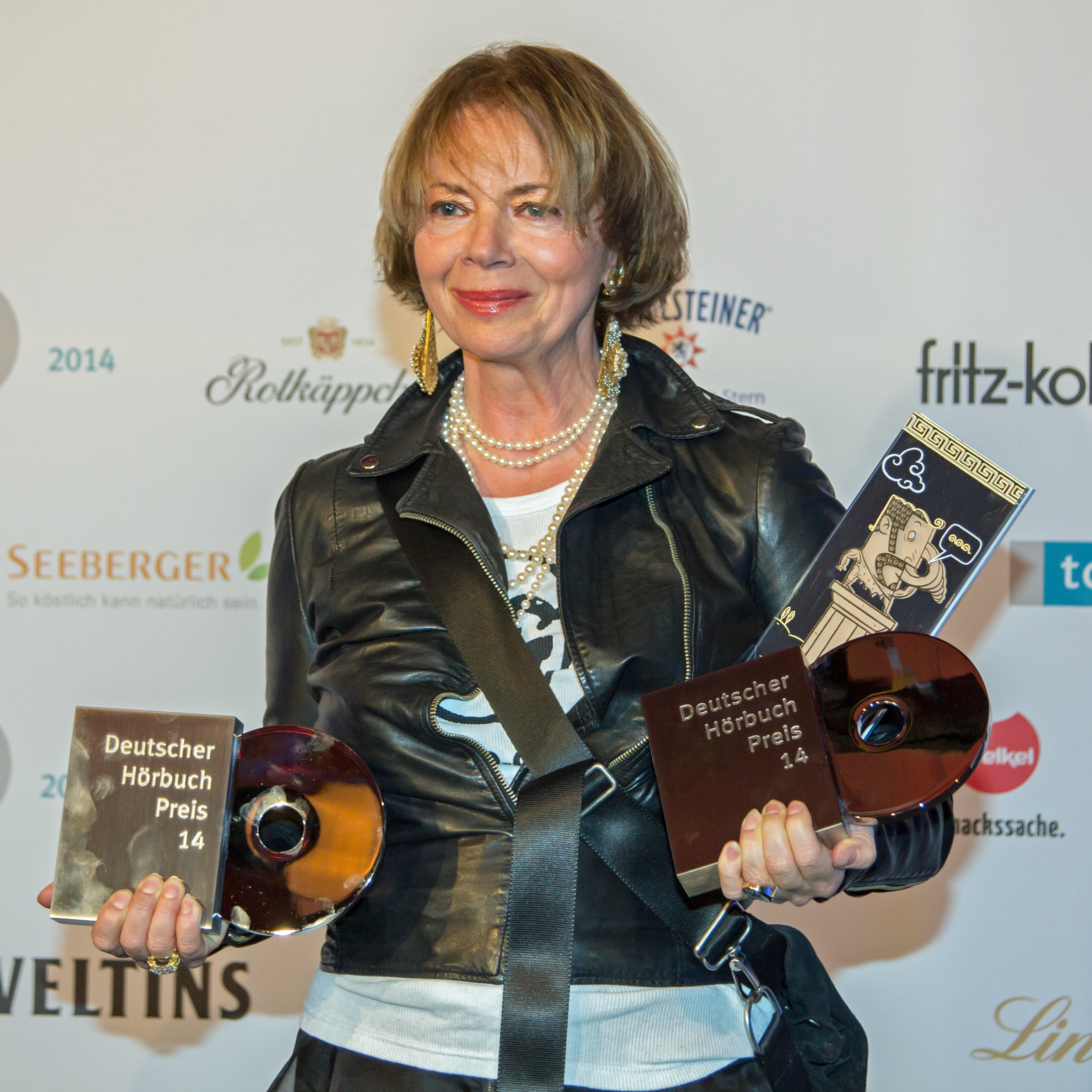
Claudia Baumhöver, Verlagsleiterin der Hörverlag mit zwei Hörbuchpreisen des Jahres 2014 und dem HörKules 2014 für Produktionen aus ihrem Haus

## Beste verlegerische Leistung
- 2007: Verlag Hörkultur, Zürich. Ausgezeichnet werden die Verleger Wolfgang und Martina Koch
- 2008: Manfred Zapatka: Steinbach sprechende Bücher.Steinbach sprechende Bücher, Schwäbisch Hall, Sprecher: Eva Mattes, Manfred Zapatka, Nina Petri, Roman Knižka, Udo Samel, u. a.
- 2009: Zweitausendeins für das Programmsegment Zweitausendeins Dokument
- 2010: headroom für die Reihe wegwärts
- 2011: Cybele Records für die Reihe Edition Künstler im Gespräch
- 2012: Architektur zum Hören: Zumthor / Libeskind / Hadid, Verlag: DOM publishers
- 2013: Erzählerstimmen – Die Bibliothek der Autoren. der Hörverlag, Hrsg.: Christiane Collorio, Michael Krüger und Hans Sarkowicz
- 2014: Weltliteratur für Kinder. Hörcompany
- 2016: Die Quellen sprechen. Die Verfolgung und Ermordung der europäischen Juden durch das nationalsozialistische Deutschland 1933–1945. Sprecher: Matthias Brandt, Bibiana Beglau; der Hörverlag / Bayerischer Rundfunk

## Beste Innovation
- 2003: Fümms bö wö tää zää Uu. Stimmen und Klänge der Lautpoesie. Den Preis erhielt der Herausgeber Urs Engeler.

## Beste Interpretation
- 2003: Arthur Schnitzler: Fräulein Else. Gelesen von Senta Berger.
- 2004: Herman Melville: Bartleby, der Schreiber. Hastings AG – Abteilung Sprechtheater, Zürich, gelesen von Ueli Jäggi
- 2005: Elfriede Jelinek: Jackie. Intermedium Rec., München, Regie: Karl Bruckmaier, Sprecherin: Marion Breckwoldt, Produktion: Bayerischer Rundfunk
- 2006: Charlotte Brontë: Jane Eyre. Eichborn Lido, Frankfurt am Main, gelesen von Sophie Rois, Produktion: Eichborn LIDO 2005

## Das besondere Hörbuch
- 2004: Supposé (Edition). Supposé, Köln, Konzeption und Produktion: Klaus Sander
- 2005: parlando — Edition Christian Brückner. Parlando, Berlin, Konzeption: Christian und Waltraut Brückner, Sprecher: Christian Brückner
- 2006: Rolf Dieter Brinkmann: Wörter Sex Schnitt. Originaltonaufnahmen 1973. Intermedium Rec., München, Zusammenstellung: Herbert Kapfer und Katarina Agathos
- 2007: Das Gespenst von Canterville – Ein Orchesterhörspiel nach Oscar Wilde. Headroom Sound Production, Köln, Musik: Henrik Albrecht, Hörspielbearbeitung und Regie: Judith Lorentz, Sprecher: Peter Fricke, Laura Maire und Stefan Kaminski, Produktion: SWR, DLR, HR2, NDR, WDR 2006. Auszeichnung für die Musik.
- 2008: Peter Weiss: Die Ästhetik des Widerstands. Der Hörverlag, München, Sprecher: Peter Fricke, Robert Stadlober, Helga Fellerer, Rüdiger Vogler, Michael Tregor, Hanns Zischler, Ulrich Frank u. a., Hörspielbearbeitung und Regie: Karl Bruckmaier, Musik: David Grubbs, Produktion: BR Hörspiel und Medienkunst, Westdeutscher Rundfunk Köln 2006. Auszeichnung für die Regie.
- 2009: Louis-Ferdinand Céline: Reise ans Ende der Nacht. Regie: Ulrich Lampen, Musik: Zeitblom, Produktion: BR. Auszeichnung für die Klanggestaltung.
- 2010: Åke Edwardson: Der Himmel auf Erden. Random House Audio, Köln, Regie: Wolf-Dieter Fruck. Auszeichnung als bester Krimi.
- 2011: Mark Z. Danielewski: Das Haus – House of Leaves. Der Audioverlag, Berlin, Bearbeitung: Thomas Böhm, Produktion: WDR. Auszeichnung für die Bearbeitung.
- 2012: Charles Baudelaire: Die künstlichen Paradiese. Hörbuch Hamburg, Bearbeitung: Kai Grehn, Produktion: Autor/RB. Auszeichnung für besonderen Wagemut.
- 2014: Aldous Huxley: Schöne neue Welt. der Hörverlag, München, Sprecher: Matthias Brandt, Übersetzerin: Uda Strätling. Regie: Sven Stricker. Auszeichnung als Beste Science-Fiction
- 2023: Richard Wagner: Der Ring des Nibelungen: Das Rheingold, Die Walküre, Siegfried, Götterdämmerung. Bearbeitung und Regie: Regine Ahrem, Komposition: Felix Raffel, Der Audio Verlag/Rundfunk Berlin-Brandenburg
- 2024: Hans Sarkowicz, Ulrich Herbert, Michael Krüger, Ines Geipel, Christiane Collorio: Jahrhundertstimmen 1945-2000. Deutsche Geschichte in über 400 Originalaufnahmen. Der Hörverlag

## Bester Podcast
- 2019: Transformer von Christina Wolf (Redaktion: Till Ottlitz, Bayerischer Rundfunk)
- 2020: Leonora von Lena Gürtler, Britta von der Heide und Volkmar Kabisch (Redaktion: Thilo Guschas / Ulrike Toma, NDR Info)
- 2021: Beats & Bones. Museum für Naturkunde (Berlin) und Lukas Klaschinski / Auf die Ohren GmbH
- 2023: Mohamed Amjahid: 17 Tage Scheitern – wie Freiwillige in Afghanistan aushalfen. Westdeutscher Rundfunk
- 2024: Emmanuel Carrère: V13 - Die Terroranschläge in Paris. Übersetzung: Claudia Hamm; Hörspielbearbeitung und Regie: Leonhard Koppelmann

## Sonderpreis für sein/ihr Lebenswerk
- 2012: Christian Brückner
- 2014: Katharina Thalbach
- 2016: Oliver Rohrbeck, Jens Wawrczeck und Andreas Fröhlich als „Die drei ???“
- 2018: Eva Mattes
- 2020: Axel Milberg